# Associació de Víctimes de la Talidomida
L'Associació de Víctimes de la Talidomida és una entitat que lluita en defensa dels drets del col·lectiu de persones afectades pel fàrmac Talidomida, de la farmacèutica Grünenthal. La talidomida era un sedant que a la dècada del 1960 va ser administrat a dones embarassades per pal·liar les nàusees i que va provocar greus malformacions als seus fills. El 2017 se li va concedir la Creu de Sant Jordi.
Les víctimes van reclamar indemnitzacions per valor de 204 milions d'euros. El 2013 l'Audiència Provincial de Madrid va condemnar la farmacèutica a pagar 20.000 euros per cada punt de minusvalidesa. No obstant, l'empresa va al·legar que el cas ja havia prescrit, i el Tribunal Suprem va sentenciar que l'empresa no havia de pagar res. Els afectats van dir que anirien al Tribunal Constitucional i el Tribunal Europeu de Drets Humans.